# HMS Haydon (L75)
Le HMS Haydon (pennant number L75) est un destroyer d'escorte de classe Hunt de type III construit pour la Royal Navy pendant la Seconde Guerre mondiale

## Construction
Le Haydon est commandé le 28 juillet 1940 dans le cadre du programme d'urgence de la guerre de 1940 pour le chantier naval de Vickers Armstrong de Newcastle-on-Tyne en Angleterre sous le numéro J4299. La pose de la quille est effectuée le 1er mai 1941, le Haydon est lancé le 2 avril 1942 et mis en service le 24 octobre 1942.
Il est parrainé par la communauté civile de Wallsend dans le Northumberland pendant la campagne nationale du Warship Week (semaine des navires de guerre) en mars 1942.
Les navires de classe Hunt sont censés répondre au besoin de la Royal Navy d'avoir un grand nombre de petits navires de type destroyer capables à la fois d'escorter des convois et d'opérer avec la flotte. Les Hunt de type III se distinguent des navires précédents type I et II par l'ajout de 2 tubes lance-torpilles au milieu du navire. Pour compenser le poids des tubes lance-torpilles, seuls 2 supports de canons jumeaux de 4 pouces ont été installés, le canon en position "Y" a été retiré, le projecteur étant déplacé vers le pont arrière de l'abri en conséquence. Les Hunt de type III pouvaient être facilement identifiés car ils avaient une cheminée droite avec un sommet incliné et le mât n'avait pas de râteau. Quatorze d'entre eux ont vu leurs ailerons stabilisateurs retirés (ou non installés en premier lieu) et l'espace utilisé pour le mazout supplémentaire.
Le Hunt type III (comme le type II) mesure 80,54 m de longueur entre perpendiculaires et 85,34 m de longueur hors-tout. Le Maître-bau du navire mesure 9,60 m et le tirant d'eau est de 3,51 m. Le déplacement est de 1 070 t standard et de 1 510 t à pleine charge.
Deux chaudières Admiralty produisant de la vapeur à 2 100 kPa (21 bar) et à 327 °C alimentent des turbines à vapeur à engrenages simples Parsons qui entraînent deux arbres d'hélices, générant 19 000 chevaux (14 000 kW) à 380 tr/min. Cela donne une vitesse de 27 nœuds (50 km/h) au navire. 281 t de carburant sont transportés, ce qui donne un rayon d'action nominal de 2 560 milles marins (4 740 km) (bien qu'en service, son rayon d'action tombe à 1 550 milles marins (2 870 km)).
L'armement principal du navire est de quatre canons de 4 pouces QF Mk XVI (102 mm) à double usage (anti-navire et anti-aérien) sur trois supports doubles, avec un support avant et deux arrière. Un armement antiaérien rapproché supplémentaire est fourni par une monture avec des canons quadruple de 2 livres "pom-pom" MK.VII et trois  canons Oerlikon de 20 mm Mk. III montés dans les ailes du pont,. Jusqu'à 110 charges de profondeur pouvaient être transportées , avec deux goulottes de charge en profondeur et  quatre lanceurs de charge en profondeur constituent l'armement anti-sous-marin du navire. Le radar de type 291 et de type 285 sont installés, de même qu'une sonar de type 128,. Le navire avait un effectif de 168 officiers et hommes d'équipage,.

## Histoire

### Seconde Guerre mondiale

#### 1942
Après des essais d'acceptation et sa mise en service, le Haydon se rend à Scapa Flow, où il rejoint la Home Fleet, pour continuer à être entièrement équipé. Le 18 décembre, il participe à l’escorte du convoi WS25 au départ de la Clyde dans le voyage vers l'Afrique du Sud. L’escorte se compose des destroyers Badsworth (L03), Wolverine (D78), Quilliam (G09) et Rockwood (L39) et les croiseurs marchands armés Carnarvon Castle (F25) et Cheshire (F18). Avec le Badsworth et le Wolverine, il se sépare du convoi WS25 le 24 décembre pour se diriger vers Gibraltar.

#### 1943
Le Haydon est organisé à partir de Gibraltar comme escorte de convois dans la région de l'Atlantique et de la Méditerranée orientale. Le 9 février, il rejoint le convoi militaire américain UGS5 avec les chasseurs de sous-marins américains PC 471 et PC 474 pour compléter la défense anti-sous-marine après la menace d’attaques de groupes de U-Boote (Rudeltaktik ou tactique des meutes) Rochenet Delphin
En mars, il est transféré à la 22e Flottille de destroyers, basée à Alger, et patrouille et escorte les convois côtiers en soutien des opérations en Afrique du Nord. Le 13 mai, alors qu’il escorte le convoi combiné KMS15/UGS8 de Gibraltar à Oran, il est attaqué par le sous-marins allemand U-616, mais la torpille manque la cible.
En juin, le Haydon est affecté à la 59e Division de destroyers basée à Oran, poursuivant ses fonctions de patrouille et d’escorte de convoi. Il est ensuite mobilisé dans l'opération Husky, le débarquement allié sur la Sicile, en Italie, se joignant au Escort Group S (Groupe d'escorte S) dans le rôle d’escorte des de navires amphibies, de tir de soutien et de patrouille.
Le Haydon se rend à Alger pour rejoindre le convoi KMS18 le 5 juillet, et se détache pour ravitailler en carburant le 8 juillet et se rend au large de la zone de débarquement de Bark West deux jours plus tard, où il soutient les débarquements,,.
En septembre, le Haydon est transféré dans le Escort Group 50 (50e groupe d'escorte) basé à Alger et est nommé pour sa participation à l'opération Avalanche, le débarquement allié à Salerne, en Italie. Il est déployé pour l'escorte des porte-avions pendant les opérations aériennes à l'appui de l’invasion,,.
En octobre, le Haydon est affecté dans la Méditerranée orientale et en mer Egée pour le support des opérations militaires, comme patrouilleur, escorteur de convoi et soutien aux opérations de la guérilla yougoslave. Il retourne à Malte en décembre,.

#### 1944
Le Haydon rejoint la 18e Flottille de destroyers à Malte le 1er novembre 1944, continuant avec des rôles d’escorte de convoi et de patrouille anti-sous-marine. En juillet, il s’installe à Naples et est temporairement placé sous commandement de la marine américaine US Navy pour se préparer à l'opération Dragoon, le débarquement allié dans le sud de la France. Lorsque l'opération commence le 8 août, il escorte des convois après les débarquements. L'opération prend fin en septembre, le Haydon revient sous le commandement de la Royal Navy et reprend ses fonctions de patrouille et d’escorte de convoi en Méditerranée centrale,,.
En octobre, le Haydon est transféré dans les eaux intérieures et rejoint la 21e Flottille de destroyers à Sheerness pour renforcer les patrouilles anti-sous-marines afin de protéger les convois côtiers dans la Manche et la mer du Nord. Pendant cette période, l’ennemi intensifie ses attaques avec des sous-marins équipés de schnorkel, alors que les convois transatlantiques traversent maintenant la Manche pour être diriger vers les ports en Europe continentale,,.

#### 1945
Le Haydon poursuit ses opérations de convoi dans la Manche et la mer du Nord, prenant davantage de contatc avec les torpilleurs allemands Schnellboote,,.
En mai, le Haydon est nommé pour renforcer la Eastern Fleet (Flotte d’Extrême-Orient) opérant en Asie du Sud-Est. Il se rend à Malte pour être révisé et modifié . Cependant, en raison de la reddition du Japon le 15 août, le projet d'opérer en Extrême-Orient est annulé, et est conservé dans la Flotte méditerranéenne dans le cadre de la 3e Flottille de destroyers.

### Après-guerre
Le Haydon sert à Malte jusqu'au 7 mai 1947, quand il est gravement endommagé en raison d'un incendie et est retiré du service. Le navire est ramené à Chatham à la fin de 1947 pour des réparations, puis retourne dans la Réserve à Sheerness avant de déménager à Hartlepool en 1948.
Le navire est inscrit dans la liste d’élimination en mars 1958 et est vendu à BISCO le 17 avril. Il est mis au rebut au chantier naval Clayton & Davie à Dunston-on-Tyne à partir de 18 mai 1958 pour son démantèlement,.

### Honneurs de bataille
- SICILY 1943
- SALERNO 1943
- AEGEAN 1943
- SOUTH FRANCE 1944
- NORTH SEA 1945

### Commandement
- Lieutenant (Lt.) Roland Chisnell Watkin (RN) du 20 juillet 1942 au 14 janvier 1944
- Lieutenant (Lt.) Richard George Ralph Clay (RN) du 14 janvier 1944 à juin 1945
- Commander (Cdr.) James Marjoribanks Rowland (RN) en juin 1945